# Point de saturation des fibres
Le point de saturation des fibres ou humidité du bois au point de saturation de la fibre est un terme utilisé en mécanique du bois et en particulier dans le domaine du séchage du bois, pour désigner l'étape dans le processus de séchage, pour laquelle il ne reste que l'eau liée dans les parois cellulaires - toute autre eau, appelée eau libre, ayant été retirée des cavités cellulaires,. Un séchage supplémentaire du bois entraîne un renforcement des fibres du bois, et s'accompagne généralement d'un retrait. Le bois est normalement séché à un point où il est en équilibre avec la teneur en humidité atmosphérique ou humidité relative, et comme celle-ci varie, l'équilibre hygroscopique varie également. Des tests en laboratoire ont révélé que le FSP (Fibre saturation point) moyen dans de nombreux types de bois était d'environ 26%. Les espèces individuelles peuvent différer de cette moyenne. 
Le concept de point de saturation des fibres a été développé par l'ingénieur américain Harry D. Tiemann en 1906. 